# Forever (Selena)
Forever Selena é uma fragrância feminina da Catherine Des Champs, o primeiro perfume a ser aprovado por Selena, lançado em Setembro de 1996. Selena exigiu a Yolanda Saldívar a devolução das amostras que faltavam quando esta a assassinou no motel Days Inn. O perfume foi lançado após a sua morte e vendeu mais de 350 mil garrafas nos Estados Unidos e no México, inspirando a linha de perfumes Selena.